# Pingnan
Pingnan is een stad in de prefectuur Guigang in de zuidelijke regio Guangxi, Volksrepubliek China. Bij de volkstelling van 2020 had de stad 584.474 inwoners.